# Eaten Back to Life
Eaten Back to Life prvi je studijski album američkog death metal-sastava Cannibal Corpse. Album je 17. kolovoza 1990. godine objavila diskografska kuća Metal Blade Records.

## Popis pjesama
Glazba: Cannibal Corpse.
| 1.    | »Shredded Humans«                      | Chris Barnes, Jack Owen    | 5:10 |
| 2.    | »Edible Autopsy«                       | Barnes                     | 4:30 |
| 3.    | »Put Them to Death«                    | Barnes                     | 1:45 |
| 4.    | »Mangled«                              | Barnes, Paul Mazurkiewicz  | 4:27 |
| 5.    | »Scattered Remains, Splattered Brains« | Barnes, Owen               | 2:31 |
| 6.    | »Born in a Casket«                     | Barnes                     | 3:17 |
| 7.    | »Rotting Head«                         | Barnes, Owen               | 2:23 |
| 8.    | »The Undead Will Feast«                | Barnes, Owen, Alex Webster | 2:46 |
| 9.    | »Bloody Chunks«                        | Barnes                     | 1:48 |
| 10.   | »A Skull Full of Maggots«              | Barnes                     | 2:04 |
| 11.   | »Buried in the Backyard«               | Barnes                     | 5:15 |
| 35:56 |                                        |                            |      |

## Zasluge
Cannibal Corpse
- Chris Barnes - vokali, logotip sastava
- Jack Owen - gitara
- Bob Rusay - gitara
- Alex Webster - bas-gitara
- Paul Mazurkiewicz - bubnjevi

Ostalo osoblje
- Vincent Locke - omot albuma
- Scott Burns - produkcija, inženjer zvuka
- Stephanie Cabral - fotografije (Jacka Owena)
- Mike Mulley - fotografije
- Brian Ames - grafički dizajn